# 長谷川町子
長谷川 町子（はせがわ まちこ、1920年（大正9年）1月30日 - 1992年（平成4年）5月27日）は、日本の女性漫画家。日本初の女性プロ漫画家。代表作に『サザエさん』・『いじわるばあさん』・『エプロンおばさん』など。

## 生涯

### 生い立ち
佐賀県小城郡東多久村（現・多久市）で父・勇吉と母・サタ（貞子）との間の3人姉妹の次女として生まれる。実際は姉との間に夭折した2番目の姉がおり、戸籍上は4姉妹の三女になる。当時、多久で操業していた三菱炭坑の技師であった勇吉が独立、ワイヤーロープの事業開業に伴い福岡県福岡市春吉（現在の同市中央区）に転居春吉尋常小学校に小学1年生から通った。一家揃ってプロテスタントであった。
小学生時代は成績が良く男子生徒と交代で学級長を務めていたが「悪ガキ」だったと妹の洋子に語っている。小学校時代は卒業までクラス替えがなく、担任の教員も替わらず、家族のような組だった。授業中にはよく教員の似顔絵を描いており、それを見つけた教員の松本善一にチョークを投げつけられ、罰として廊下に立たされた。そうした松本の癖などを漫画にして、級友に授業中回して遊んでいた。掃除時間になると掃除を怠けて男子とチャンバラごっこをして遊んだ。女子が男子に泣かされた時にはその男子を屋上に連れ出して仕返しをした。得意科目は図画と作文。男子生徒と交替で級長（学級委員長）を務めたが、自習時間の監督を任されると、自習を怠けている生徒の頭を定規で叩いて教室を歩き回った。それが原因でよく喧嘩になった。小学校卒業式の朝、男子生徒と喧嘩した挙げ句、校庭の物置に閉じ込めそのまま式に出たあと家に帰ってしまう。卒業式終了後にその男子生徒に気づいた学校の用務員により助けられた。なお、その男子生徒とは成年後の同窓会で和解している。
小学校卒業後は旧制福岡県立福岡高等女学校（現在の福岡県立福岡中央高等学校）に2年生の1933年（昭和8年）まで在籍。同年3月父・勇吉が肺炎から膿胸を併発し、5年間の闘病生活の末亡くなる。町子の父への思い入れは深く「ハンサムで、素敵な紳士」だったと語っている。一方で「短気な性格を娘達が受け継いだ」と振り返る。父の死から一年後の1934年（昭和9年）、娘たちを東京で教育を受けさせたい、という母の貞子の意向で14歳の時に一家揃って上京。私立山脇高等女学校の3年生に編入。同校は「お嬢様学校」のため、方言やお行儀の違いを周囲から奇異の目で見られ、腕白な性格から内向的な性格になった。娘の変化に貞子は心痛めていたという。

### 初期の活動

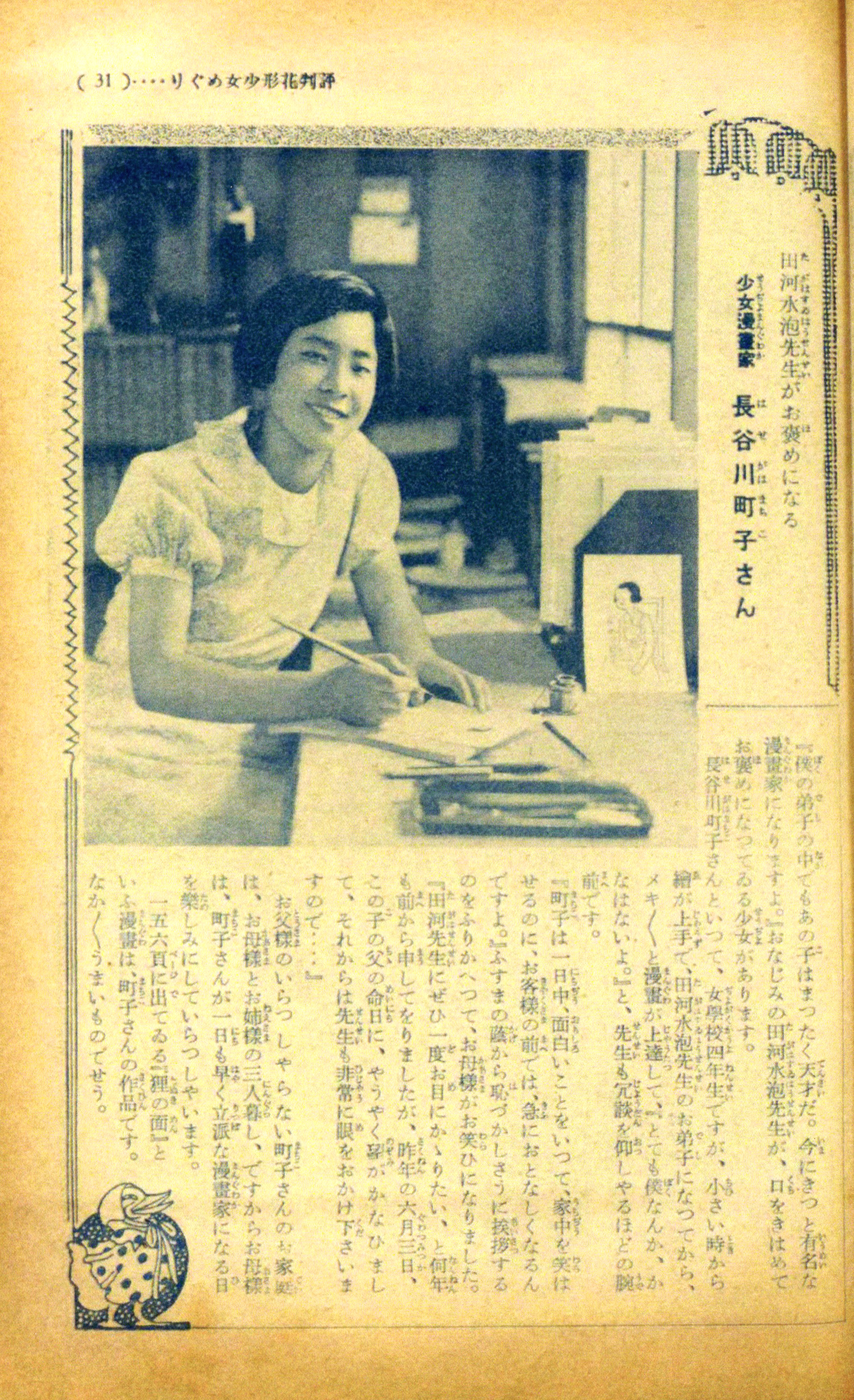
15歳でデビューを果たした「天才少女」長谷川町子（『少女倶楽部』1935年10月号』）

当時漫画『のらくろ』が一世を風靡しており、「（原作者の）田河水泡の弟子になりたい」という町子の独り言に姉と母は奔走、山脇高女在学中に田河水泡に師事する。その後、田河の引き立てにより『少女倶楽部』1935年10月号に掲載された見開き2ページの『狸の面』で漫画家デビューする。「天才少女」と題したグラビアも同時に掲載された。田河夫妻に子供がなかったことから、内弟子として田河家で生活するが、ホームシックになり11カ月で出戻る。
1939年に初連載作品となった『ヒィフゥみよチャン』で漫画家としての地位を確立。1940年からは、3人の女学生を描いた『仲よし手帖』という人気連載を持っていた（1942年まで少女倶楽部に連載、戦後は少女にて1949年から1951年まで連載）。

### 第二次世界大戦中
1944年に入り、空襲からの疎開と徴用回避のため、長野県佐久郡に赴き児童の絵の教師を務める話が一旦まとまった。その後、知人の勧めにより3月に長谷川一家は福岡市百道（現在の同市早良区）に疎開、西日本新聞社に絵画部の校閲係として勤務。昼に出勤、4時に退社という軽作業であり、残りの時間は畑仕事をしていたという。
転居後は、終戦直後の1945年9月に西日本新聞社発行の雑誌に読み切り6コマ漫画『さあ！がんばらう』を掲載するまで漫画作品を発表していない。徴用回避の必要がなくなった終戦の翌日、西日本新聞社を退職した。

### サザエさん連載開始
1946年（昭和21年）4月22日、西日本新聞の僚紙としてフクニチ新聞社から創刊された「夕刊フクニチ」で連載漫画の依頼が舞い込み引き受けた。自宅の近所である百道海岸付近を妹と散歩をして海辺の風景を眺めているときに登場人物に海にちなんだ名前をつけて『サザエさん』の家族構成や名前を思いついた。磯野家の日常を描いた『サザエさん』は、彼女のファッションも話題となり、人気を博した。当初、本人は「アルバイト感覚で引き受けた」と語っている。
有名出版社から町子と姉・毬子への仕事のオファーがあったため、『サザエさん』は8月22日にサザエの結婚で一旦打ち切りとし、同年の暮れに一家そろって上京する。当時東京都への転入は戦後事情のため制限されていたが、新聞記者という名目で許された。上京直前、母親の貞子が家を売った資金で「サザエさんを出版なさい」と毬子と町子に命じる。
1946年12月に家族4人で出版社「姉妹社」を設立。翌年の1947年1月1日、『サザエさん』第1巻を出版する（定価12円）。1947年1月3日、夕刊フクニチへの連載を再開している。連載を再開する際、打ち切り直前に登場させたマスオの顔を作者本人が忘れていて、西日本新聞社東京支局まで行き確認している。さらに地方紙にも掲載されるようになる。
第1巻は初版2万部を日本出版配給（日配）に持ち込むと全て引き取ってくれたため、毬子は重版をかけさらに2万部を刷った。しかしB5判の横綴じという第1巻の形状が書店に並べにくいと不評で、長谷川家は返品に占拠される事態となった。しかし、母の貞子が「次はB6判で出せば良い」と励まし、知り合いの出版関係者から借り入れた資金で『サザエさん』第2巻を出版。これが1か月に17万部も売れるベストセラーになる。B5判の第1巻も書店からの注文がくるようになり、返品は全て引き取られた。以降、『サザエさん』の第1巻はB6判に改訂されて再出版され、姉妹社で全68巻が刊行された。
1948年11月21日より『サザエさん』の連載先を新夕刊に移すと、磯野家も東京を舞台として描くようになる。
1949年、朝日新聞社が創刊した夕刊朝日新聞に『サザエさん』の連載の場を移し、週刊朝日に連載していた『似たもの一家』を打ち切る。1951年から『ブロンディ』の後を承けて朝日新聞の朝刊を飾り、新聞4コマ漫画の第一人者となる。この頃になるとファンレターも来るようになったという。同漫画は後に何度か中断期間を挟みつつ1974年（昭和49年）まで連載された。
胃痛や風邪による休載はしばしばあったが、1960年には漫画家廃業を宣言し、一年近く断筆した。漫画考案に苦悶する町子を見かねていた家族は廃業に賛成する。朝日新聞社に毬子を通じて連載終了を申し出るが、広岡知男編集局長は休載扱いとした。約半年後に町子の心境が変わった後に朝日新聞社から打診があり、連載を再開している。

### いじわるばあさん以降
「ヒューマニズムに飽きていた」町子は、1966年からブラックユーモア路線の『いじわるばあさん』の連載を開始する。善良なキャラクターの作品と違い、『いじわるばあさん』は自分の地のままでいいから気楽に描けるという。主人公のおばあさんは、町子自身の性格をモデルにしたとの説もある。
1967年、47歳の時に胃潰瘍になり、胃の5分の4を摘出した。実際は胃潰瘍でなく胃癌であったが、妹・洋子の夫が癌で夭折していることを知っていた町子は「癌になったら自殺する」と周囲に述べていたため、家族は胃潰瘍で貫き通した。胃癌だった事実は町子に生涯知らされることはなかった。これを機に家族は漫画執筆をやめさせようとするが、主治医の中山恒明に説諭され、渋々執筆協力を再開する。
1970年（昭和45年）に知的財産権に関する先駆的行動として、作者に無断でキャラクターを使用していた立川バスを提訴し、勝訴（サザエさんバス事件）。
同年11月19日、東京都世田谷区桜新町一丁目にあった自宅が放火される。
1974年2月22日付で『サザエさん』を3年間の休載とするが、その後再開される事は無かった。
1978年、『サザエさんうちあけ話』を朝日新聞日曜版に連載。翌1979年には単行本として姉妹社から出版されるとともに、これを原作とし、姉毬子を主役としてNHKの朝の連続ドラマ『マー姉ちゃん』が放送された。姉を熊谷真美、町子を田中裕子が演じて、田中が注目されるきっかけとなった。

### 晩年
1982年（昭和57年）11月、紫綬褒章受章。このときのインタビューで新作発表の質問に対し「もう漫画は描かない」と答えている。それでもエッセイ風の漫画をときおり発表することもあり1987年（昭和62年）3月22日の朝日新聞に掲載された『サザエさん旅あるき』が最後の作品となった。
1983年（昭和58年）の春の園遊会に招待され、その席で昭和天皇と会話している。
1985年（昭和60年）東京都世田谷区桜新町に「長谷川美術館」を建て、初代館長を務めた。本館は町子の没後、現名称である「長谷川町子美術館」に変更された。
1990年（平成2年）4月、勲四等宝冠章を受章。1991年（平成3年）には日本漫画家協会賞文部大臣賞を受賞。

### 死去
1992年（平成4年）5月27日、死去。享年73（満72歳没）。当時の報道では「自宅の高窓を閉めようとして机から落ち全身を打撲、打撲の痛みで体調を崩し、通院治療を受けていた。徐々にろれつが回らなくなり、食欲がなくなるなど衰弱した末、死去の前日にはほとんど食事をとらず、翌朝までに息を引き取っていた」という。
『長谷川町子思い出記念館』の年表によれば死因は冠動脈硬化症による心不全。また、長谷川洋子の自伝『サザエさんの東京物語』によれば死の一週間前に脳血腫の診断を受けており、往診医に大病院での入院手術を指示されるも「町子自身が治療を拒否したので、本人の意志を尊重した」と毬子がマスメディア上で述べている。遺言により葬儀は肉親のみの密葬で済ませ、訃報は1か月間公表されなかった。
告別式は行われず、弔問・供花なども毬子は固辞した。火葬も遺体を棺桶に入れず、毛布に包み、霊柩車でなく、乗用車で運んだ。
訃報は1カ月後の6月末に朝日新聞社とフジテレビの両社から公表された。フジテレビでは、公表後もっとも早い放送である火曜日の『サザエさん』再放送のラストでブルーバックのテロップで哀悼の意を表し、かつ故人の遺志で今後も放送を続ける旨を伝えた。同年7月28日、漫画を通じ戦後の日本社会に潤いと安らぎを与えたとして国民栄誉賞が授与された。他に第8回（1962年・昭和37年度）文藝春秋漫画賞、第20回（1991年・平成3年度）日本漫画家協会賞を受賞。
1993年5月、町子の死と毬子の高齢などの理由により姉妹社は解散となり、それまでの単行本は全て絶版となった。

## 家族

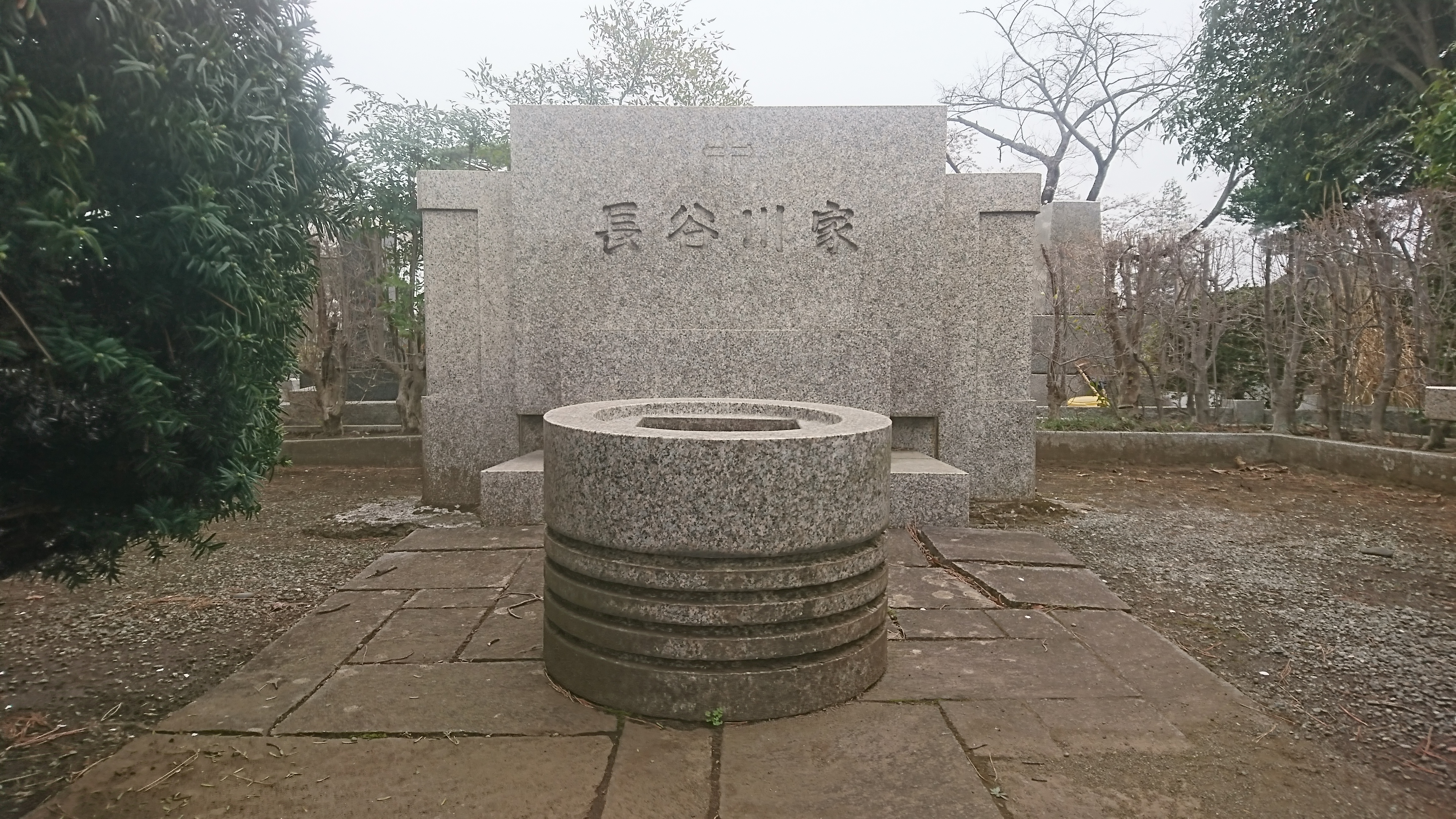
多磨霊園にある長谷川家の墓

母・貞子
鹿児島県出身で兄は政治家の岩切重雄。夫の勇吉は51歳で死去しているが、貞子は夫の闘病中に一家全員で洗礼を受けクリスチャンになった。女性の自活が困難だった当時に女世帯を切り盛りする一方、姉妹社の収入から大金を喜捨しては町子・毬子と喧嘩していた。その独断的性格に対して、戦前戦中は「ヒットラー」、戦後は吉田茂にちなみ「ワンマン」と娘達が渾名していた。なお、町子は吉田茂を「右顧左眄しない」と評価し、好きな政治家に挙げている。晩年に貞子は認知症となり、我が娘だと見分けられなくなった町子を前にして「昔はやり手とも呼ばれてました。しかしそのようなことは虚しいものです。大事なことは謙遜でございます。」と回顧している。1987年に91歳で死去。
毬子が本を入れる場所を探さなければとつぶやくと、貞子は「電光石火」で千駄木の団子坂の傍の物件を購入。倉庫として使っていたところ、講談師五代目宝井馬琴が易で最高の方位だから売ってくれと言われ、売却。その後馬琴は昭和天皇古希の祝いに招かれるほど出世した。
町子が子供の頃、当時流行していたアイス饅頭が食べたかったが、母が不衛生だと買ってくれなかった。ある日お手伝いさんからの小遣いで、買って食べながら帰っていると、後ろから誰かに肩をつかまれ、振り返るとそこに居たのが母だったという苦い思い出がある。このように貞子は躾に厳しく、悪戯や姉妹喧嘩が過ぎると町子や毬子は鶏小屋へ入れられ、優しいお手伝いさんがいつも助け出してくれたという。
姉・毬子
町子の3歳上の姉。油絵が得意で、上京後は洋画家の藤島武二に弟子入りし、川端画塾で洋画を学ぶ。菊池寛に認められたのをきっかけに女流挿絵画家として一家を支えた。第二次世界大戦（太平洋戦争）が開戦してから朝日新聞記者の東学（アズマ マナブ）と結婚するが、東は召集され1944年のインパール作戦で戦死する。わずか1週間の結婚生活で、毬子は以降独身を貫き通した。
終戦後、母の要請を受けて絵の仕事から離れ、姉妹社の経営を担当する。妹の洋子によれば、負けん気が強く、癇癪もちで、気に入らないことがあるとテーブルを叩き足を踏み鳴らして怒鳴りちらしたという。晩年は町子に先立たれ、洋子と絶縁し、一人暮らしになった。のちに長谷川美術館の館長となる夫妻の献身的な世話を受けて94歳で大往生した。
妹・洋子
町子の5歳下の妹。貞子の後押しで菊池寛に弟子入りし、東京女子大学国文科を中退して文藝春秋社に入社したが、肺を患い退職。姉妹社では経理を担当していた。1953年に読売新聞記者の鹿島隆と結婚し、長谷川家敷地内の離れで暮らしていたが、1961年に夫が病死した。その後町子は、草稿が出来ると洋子に見せて評価を聞いていた。
姉妹社単行本の裏表紙に表示された姉妹社のシンボルマークは、道路標識をモチーフにした表示板に「SSS」と記された「スリーエスマーク」であった。これは、毬子・町子・洋子の長谷川三姉妹を表すものであった。
後年、毬子・町子と洋子一家とは絶縁状態に陥り（詳細は長谷川洋子の項を参照）、「サザエさんうちあけ話」で描かれた洋子の存在が「サザエさん旅あるき」ではほぼ触れられていないほか、町子が亡くなった際も「洋子には知らせるな」と毬子は近親者に緘口令を敷き、見かねた長谷川美術館関係者がそっと知らせて来たという。そのこともあり、遺産相続等の一切の権利を洋子一家は放棄した。絶縁状態に至るまでの経緯は当事者である洋子の著書『サザエさんの東京物語』で僅かに触れられている。

## 交友関係
急な仕事で同窓会に出席できなくなったエピソードを『サザエさん』の本人登場回で描かれている。小学校時代の同級生から、みんな私が腕白だった頃の話ばかり、と苦笑いしていたというくだりがある。
旧友たちが集団上京してきたエピソードが遺作『サザエさん旅あるき』に描かれている。
RKB毎日放送が『サザエさんふるさとへ帰る』という番組を企画した際、町子本人は出演拒否した。同級生に「あなたたち私のかわりに出てよ。何を言ってもいいから」と説得、小学校時代の同級生たちがその番組に出演した。
町子は生前、評論家・樋口恵子の著書『愛しきは老い』を愛読し、彼女と電話や手紙でやり取りしていた。また樋口も全68巻ある『サザエさん』の原作本を「生涯最高の書」と評している。
アニメ『ちびまる子ちゃん』が1990年1月に『サザエさん』の直前の時間枠での放送が開始した後、原作者・さくらももこと対面の話が企画された。町子は非常に楽しみにしていたが、本人の死により叶わなかった。

## 人物

### 信仰
当初は聖公会のクリスチャン。父の病気を機に家族で入信した。母のような熱心な信徒ではなかった町子が、日曜日に里帰りする口実として「礼拝したい」と言い出したところ、田河水泡夫妻に付き添われて隣のメソジスト教会に通う羽目となった。のちに、付き添った夫妻の方が熱心なクリスチャンになった。
戦後は母の影響から妹や母とともに無教会主義の集会に参加するようになり、集会で講義をしていた矢内原忠雄と母が交友関係を持つようになった。矢内原から海外探訪の誘いがあった時には畏敬のあまり反射的に断ってしまい、啓発の機会を逸したことを後に悔やんだ。矢内原没後の1970年の対談では自らの宗派を「無教会派」と答えている。

### 東京での暮らし
上京後の住まいは世田谷区用賀2丁目にあった（現在もそこに長谷川家がある）。毬子の夫が戦死した後、1961年に洋子が夫を亡くしたことをきっかけに、洋子家族が暮らす離れを母屋まで移動して連結した。それ以降は町子・母・毬子・洋子・洋子の娘2人(隆子と彩子〈さいこ〉)・家政婦という計7人の女性が一つ屋根で生活した。
東京の男性と結婚したいと考えていた時期、好みをいくつか挙げており、容姿にはこだわらなかったが、生涯独身だった。洋子が2008年に出版した回想録『サザエさんの東京物語』によれば、何度かお見合いをしており、一度は婚約までいったが後日破棄した。その理由について、夫や子供の世話で一生を送るなんて我慢できない、と妹に述べている。一時期は子供が欲しかったが、姪ができて母性本能が満たされたという。

### 仕事のやり方
町子はアシスタントなしで1人で作品を書き続けた。上京後は毎日自宅2階の書斎で『サザエさん』の原稿を4案ほど執筆した後、その中から一番気に入ったものを1つを選んだ。夕方4時にやってくる朝日新聞のバイク便に、選んだ原稿を渡すという日々を送った。
長谷川町子美術館の学芸員によると「長谷川は漫画のアイディアを日常の中から得ていました。彼女は家の中での家族とのやり取りや、時々外出した時に目にするもの全てがアイディアのヒントとなっていました。長谷川は日常の中のちょっとした笑いに対する鋭い観察眼と、それを漫画に昇華する表現力を持ち合わせていたのです」と評している。

### 好きなもの
- 動物好きで[1]、『サザエさん』などの作品には多くの動物が登場し、町子自身も実際に犬や猫を多く飼っていた。[注 8]このため時には、動物園で展示されているキツネが観光客に目を潰された話を聞き激怒して園を飛び出したり[73]、炎天下で飼い犬に水をやっていない飼い主を電話で怒鳴りつける[74]など、動物虐待が比較的見過ごされていた時代において人一倍敏感な一面もあった。
- 仕事柄ほとんど自宅で過ごし、家で過ごすことが好きだったが、海外旅行に行くことも趣味の1つだった。海外旅行が自由化された1964年から海外に訪れるようになり、生涯で20ヶ国以上を旅した。毬子が飛行機嫌いだったため、洋子が同行した[1]。
- 美術品に造詣が深く美術品や陶芸のコレクターとしても知られ、自ら陶芸製作にも勤しんだ[1]。趣味で収集した各種美術品コレクションを活かすために私財を投じて「長谷川町子美術館」（東京都世田谷区桜新町）を開館。姉妹社の解散後、「財団法人長谷川町子美術館」として作品の著作権管理を行なっている。当初は「長谷川美術館」だったが町子の没後、現名称に変更された。
- 酒に強い方ではなかった[75][注 9]が酒好きだった。特に好きな日本酒は盃3杯まで[78]、果実酒も少々たしなむ程度飲んでいた[75]。1971年には肝臓を害して1年3か月休載したが、その後は日本酒、ワイン、ウイスキー、ブランデーなどを挙げて「盃1杯だけ」と述べている[79]。

### 人付き合い
仕事の依頼や作品の管理は姉の毬子があたり、パーティには出席せず、連載を持っていた朝日新聞社や毎日新聞社にもほとんど顔を出さなかった。
日本漫画家協会賞の受賞パーティに出席した時は、どよめきが起こったと参加した漫画家・加藤芳郎が後年証言している。
同業者などからは「孤高の漫画家」と称されていた。

### その他エピソード

西南学院大学に設置された長谷川町子とサザエさんの銅像
『サザエさんうちあけ話』の表紙イラストを元にしている。

- 戦時中、出征する兵士に頼まれて「虎は千里を駆けて帰る」という諺から、日の丸の旗に虎をよく描いていた。
- 戦時中、西日本新聞従業員として博多湾の見える丘で記事のためのスケッチをしていたところ、憲兵にスパイ容疑で逮捕される事件があった。町子がスケッチした方向に軍用基地（雁ノ巣飛行場）があり、スパイと疑われたためである。関係者の奔走により釈放された[81]。
- 1945年には買い出し中に米軍艦載機の機銃掃射から逃れたり、6月の福岡大空襲で焼夷弾が長谷川家に着弾し消防員に叩き消してもらうなどの戦争体験をしている[82]。
- サザエさんの連載を持っていた1963年（昭和38年）12月に姉と些細なケンカをして家出をした事がある。ひとまず厚生年金会館の宿泊施設に身を寄せるが、実は独り暮らしをした事もなく途方に暮れていたところ、翌日に朝刊で力道山の急死を知り、その影響かもう一度自分の人生を思い直し帰宅する。本人は、その出来事が自分の人生のターニングポイントだったと述懐している[83]。
- 町子本人関連の映像化された作品は現在過去問わずDVDなどでソフト化されたことはなく[注 11]、名画座で映画上映されることも稀であった。しかし町子の生誕100周年や、アニメ『サザエさん』の放送開始50周年を記念して、動画サイトなどで一部の作品の配信が解禁された。
- 1993年（平成5年）3月には墓から遺骨が盗まれる事件が発生したが後に戻っている。犯人は不明のままで、未解決事件となっている。なお、遺骨の一部は生前に住職と親交のあった法住寺（天台宗、京都市東山区）に分骨されている[84]。
- 2016年（平成28年）、生家に近い西南学院大学の創立100周年記念事業で、附属図書館前に長谷川町子とサザエさんの銅像が建てられた。
- 2020年（令和2年）には生誕100周年を記念して『サザエさん』を始めとした多数の著作が復刊された。

## 作品
長谷川は以下の漫画作品以外にも、趣味で製作した絵画や焼き物、陶器や粘土細工による人形等の作品も幾つか遺している。

### 漫画作品
姉妹社の廃業後は、朝日新聞社（2008年（平成20年）に出版部門を朝日新聞出版に分社）で、長谷川町子全集（全33巻 + 別巻1）が刊行した。また、戦中に小学館の学習雑誌などに掲載された短編作品は『長谷川町子の漫畫大會』が、2016年（平成28年）に小学館で書籍化された。
- 狸の面（デビュー作 2頁「少女倶楽部」1935年10月号）[86]
- かき（8コマ「少女倶楽部」1935年11月号）
- オマハリ（6コマ「少女倶楽部」1935年12月号）
- 少倶の発売日（6コマ「少女倶楽部」1936年1月号）
- へのへのもへ字（8コマ「少女倶楽部」1936年2月号）
- 我あやまてり (4コマ 「少女倶楽部」1936年臨時増刊 小説と漫画面白号）
- これでおあひこ (8コマ「少年倶楽部」1937年新年増刊 おもしろ無敵号）
- 歸らぬ斥候 (6コマ「少年倶楽部」1937年11月号）
- ターチャントヘイタイサン（4頁「漫画と教育講談」講談社の絵本63 1938年）
- ヨクバリゾン（3コマ「幼年倶楽部」1938年10月号）
- トン子博士の動物病院（2頁「少女倶楽部」臨時増刊号 1939年）
- ヱイ子さんのお留守番日記（4頁 絵と文「少女倶楽部」秋の増刊 1939年）
- はらつゞみ合戦（4コマ「少女倶楽部」秋の増刊 1939年）
- チャバウズノトンチ（3コマ「幼年倶楽部」1939年2月号）
- ヒィフゥみよチャン（「國民新聞」紙上で1939年3月13日から同年7月10日まで100回に渡り連載） - 連載
- エウチエンノ一日（4頁「男子幼稚園」1939年9月号）
- トクシフ ヨイコマングヮ オルスヰブタイ（4頁「幼年知識」1939年9月号）
- 漫畫お月見大會 おりられない（2頁「小學五年生」1939年10月号）
- 仲ヨシ部隊（8頁「セウガク二年生」1939年10月号）
- コネズミマメキチ（「女子幼稚園」1939年10月号）
- 珍案新記録、落葉焼き、菊のケンガイ（1頁「小學五年生」1939年11月号）
- トンチ運び（「小學四年生」1939年11月号）
- 漫畫突撃隊 よくきくお薬（「小學六年生」1939年12月号）
- 漫畫忘年大會 風のいたづら（「小學五年生」1939年12月号）
- 子供精神總動員かぞへうた（「小學五年生」1939年12月号）
- 面白スケッチせ（「小學四年生」1939年12月号）
- 漫畫の慰問袋 よくばりぞん（1頁「せうがく三年生」1939年12月号）
- ヘイタイサン ヰモン大會（5頁「小學館文庫ノ八」1939年12月号）
- 仲よし手帖（「少女倶楽部」連載 1940年 - 1942年、「少女」連載 1949年 - 1951年） - 連載
- オ正月アハハ學校 アワテトンチキサン（綴込み「セウガク二年生」1940年1月号）
- 新年ニコニコ大會 かんちがひ（1頁「小學六年生」1940年1月号）
- 漫畫のお年玉 お正月行進曲（1頁「小學五年生」1940年1月号）
- お正月アハハ學校 アワテ トンキチサン（2頁「セウガク二年生」1940年1月号）
- 日本一千一夜物語 タニシトタヌキ（「男子幼稚園」1940年1月号、作／田川英子）
- 漫畫突撃隊 かんちがひ（「小學六年生」1940年2月号）
- 初午漫畫祭 オママゴト（2頁「小學五年生」1940年2月号）
- 靖國の子（「せうがく三年生」1940年2月号、作／矢野海彦）
- ウサチャン日記（「幼稚園」1940年2月号）
- 漫畫突撃隊 私の新發明（「小學六年生」1940年3月号）
- 進級祝漫畫集 ネズミノトンチ（「小學五年生」1940年3月号）
- とんち（1頁「小學四年生」1940年3月号）
- 漫畫學藝大會 シッパイザダンクヮイ（2頁「せうがく三年生」1940年3月号）
- 新日本千一夜物語（三）トラ ト ラッパ（「男子幼稚園」1940年3月号、作／田川英子）
- シャセイ（1頁「幼年知識」1940年3月号）
- 漫畫突撃隊 いさぎよい（1頁「小學六年生」1940年4月号）
- 新學年お祝會 おやおやさうか（1頁「小學五年生」1940年4月号）
- 生活漫畫 ほがらかおぢいさん（6頁「小學四年生」1940年4月号）
- 春の漫畫大會（扉）（1頁「せうがく三年生」1940年4月号）
- 春の漫畫大會 春ちゃんの日記（8頁「せうがく三年生」1940年4月号）
- ブーコサンノオヤツ（2頁「幼稚園」1940年4月号）
- 四月ノ暦（「幼年知識」1940年4月号）
- 漫畫突撃隊 チマキのごちそう（1頁「小學六年生」1940年5月号）
- 漫畫教室 トンチ小僧さん（2頁「小學五年生」1940年5月号）
- 撒水車と清正（「小學四年生」1940年5月号）
- ちゑだめし漫畫 仲よくしませう（「せうがく三年生」1940年5月号）
- サルカニカッセン（「女子幼稚園」1940年5月号）
- 漫畫突撃隊（扉）（1頁「小學六年生」1940年6月号）
- 五年生漫畫 上をみれば（1頁「小學五年生」1940年6月号）
- 四年生漫畫大會 ニワトリドケイ（2頁「小學四年生」1940年6月号）
- 漫畫の慰問袋 いたいたづくし（2頁「せうがく三年生」1940年6月号）
- オワラヒタイワ 先生 ガ サビシガル カラ（「セウガク二年生」1940年6月号、作／芝佳吉）
- イソップ サルノマネシタラクダ（「セウガク一年生」1940年6月号）
- サルカニカッセン（「女子幼稚園」1940年6月号）
- 漫畫突撃隊 びっくりネエちゃん（1頁「小學六年生」1940年7月号）
- 漫畫夏まつり なにが出る（「小學五年生」1940年7月号）
- 四年生漫畫大會（扉）（1頁「小學四年生」1940年7月号）
- 漫畫の夏祭 ブーちゃんと海水浴（2頁「せうがく三年生」1940年7月号）
- 新イソップ童話 ツラレタ タコ（1頁「セウガク一年生」1940年7月号、作／田川栄子）
- デンシャゴッコ（1頁「幼年知識」1940年7月号）
- 漫畫突撃隊 おさがり帽子（1頁「小學六年生」1940年8月号）
- 夏休み漫畫日記 西瓜の寫生（2頁「小學五年生」1940年8月号）
- 雷の國見學（2頁「小學四年生」1940年8月号）
- 特輯 仲よし日記（16頁「せうがく三年生」1940年8月号）
- ナツヤスミ オモシロブクロ（扉）（「セウガク二年生」1940年8月号）
- ニギヤカ ナ カイスヰヨクヂャウ（「セウガク二年生」1940年8月号）
- 夏休ミオモシロ大會（扉）（1頁「セウガク一年生」1940年8月号）
- フシギナハコ（2頁「幼年知識」1940年8月号）
- 漫畫突撃隊 夏がへり（「小學六年生」1940年9月号）
- 漫畫展覧會 おとくい（「小學五年生」1940年9月号）
- オモシロクラブ（「セウガク一年生」1940年9月号）
- ワナゲゴッコ（「幼年知識」1940年9月号）
- 漫畫突撃隊 子供のマラソン（「小學六年生」1940年10月号）
- 秋の漫畫大會 フウセンガキ（「小學五年生」1940年10月号）
- オモシロクラブ（「セウガク二年生」1940年10月号）
- 東亞名作物語 オマンジュウノハナシ（「男子幼稚園」1940年10月号、作／田川栄子）
- ゴメンナサイ（「幼稚園」1940年10月号）
- ドウブツ ノ トホリョカウ（2頁「幼年知識」1940年10月号）
- オダイコンヌカウ（「男子幼稚園」1940年11月号）
- ヤサシイオトウト（2頁「幼稚園」1940年11月号、作／田川英子）
- ナカヨシコヨシ（2頁「幼年知識」1940年11月号、作／南陽子）
- メンタルテスト ヨイ子ハドレ（1頁「コクミン二年生」1940年12月号）
- オテツダヒ（2頁「幼稚園」1940年12月号、作／南陽子）
- お日さまはくすりです（「コクミン二年生」1941年1月号、文／筒井敏雄）
- メンタルテスト センチノヘイタイサンへ（「コクミン二年生」1941年1月号）
- クマチャンノテガラ（2頁「幼稚園」1941年1月号、案／田川英子）
- 翼賛一家大和さん（「アサヒグラフ」連載 1941年2月5日号 - 同年5月14日号） - 連載
- こどもは風の子（1頁「コクミン二年生」1941年2月号、文／二反長半）
- メンタルテスト（1頁「コクミン二年生」1941年2月号）
- ゴチソウ（「幼稚園」1941年2月号）
- メンタルテスト（「コクミン二年生」1941年3月号）
- ニコニコ エウチエン（「幼稚園」1941年3月号）
- ヨイコチャン（「幼稚園」1941年3月号）
- トケイ（「コクミン二年生」1941年4月号、文／池松良雄）
- メンタルテスト（「コクミン二年生」1941年4月号）
- オママゴト（2頁「幼稚園」1941年4月号）
- 少年少女西洋名作選 カンタベリー物語（2頁「國民五年生」1941年5月号、訳／村岡花子）
- 五月四日は を たいせつにする日（「コクミン二年生」1941年5月号）
- メンタルテスト（1頁「コクミン二年生」1941年5月号）
- チエダメシ（1頁「コクミン一年生」1941年5月号）
- おべんたうのじかん（「コクミン二年生」1941年6月号、文／二反長半）
- メンタルテスト（「コクミン二年生」1941年6月号）
- ガマンクラベ（「コクミン一年生」1941年6月号、文／松村武雄）
- チエダメシ（1頁「コクミン一年生」1941年6月号）
- ボクラノカアサン（2頁「幼稚園」1941年6月号）
- クニチャンと礼法（「愛國夫人」連載 1941年7月 - ） - 連載
- 少年少女西洋名作選 ヘンゼルとグレーテル（2頁「國民五年生」1941年7月号、訳／村岡花子）
- 甲チャン丙チャン（「こくみん三年生」1941年7月号）
- はやねはやおき（「コクミン二年生」1941年7月号、文／二反長半）
- メンタルテスト（「コクミン二年生」1941年7月号）
- ワラシベチャウジャ（「コクミン一年生」1941年7月号）
- 正ちゃんの夏（「コクミン二年生」1941年8月号、文／二反長半）
- メンタルテスト（「コクミン二年生」1941年8月号）
- クラゲトクジラノオハナシ（4頁「コクミン一年生」1941年8月号、作／室生犀星）
- タケチャンノ一ニチ（3頁「幼稚園」1941年8月号）
- 少年少女西洋名作選 愛の學校（「國民五年生」1941年9月号、訳／村岡花子）
- 甲チャン丙チャン（5頁「こくみん三年生」1941年9月号）
- かんぷまさつ（1頁「コクミン二年生」1941年9月号、文／二反長半）
- メンタルテスト（1頁「コクミン二年生」1941年9月号）
- 炭焼く前（「國民五年生」1941年10月号、文／武田亜公）
- 秋のこども（「コクミン二年生」1941年10月号、文／二反長半）
- メンタルテスト（「コクミン二年生」1941年10月号）
- タケガリ（2頁「幼稚園」1941年10月号）
- 少年少女西洋名作選 人形を作る父と子（1頁「國民五年生」1941年11月号、訳／村岡花子）
- ジロウ物語（「こくみん三年生」1941年11月号）
- あつぎをせずに（「コクミン二年生」1941年11月号、文／二反長半）
- メンタルテスト（1頁「コクミン二年生」1941年11月号）
- はたらく大豆（1頁「こくみん三年生」1941年12月号、文／芝佳吉）
- ジラウ物語（「コクミン二年生」1941年12月号）
- 雪のふるころ（1頁「コクミン二年生」1941年12月号、文／二反長半）
- ヨイコノポンタ（2頁「幼稚園」1941年12月号）
- お正月さん（3頁「こくみん三年生」1942年1月号）
- お正月おもしろ頁（2頁「コクミン二年生」1942年1月号）
- メンタルテスト（1頁「良い子の友」1942年2月号）
- 松ヤニガハナシタオ話（2頁「良い子の友」1942年3月号、文／柚木卯馬）
- コリスノタビ（2頁「ツヨイコヨイコ」1942年5月号）
- ワラヒバナシ（1頁「良い子の友」1942年6月号）
- チエダメシ（「良い子の友」1942年7月号）
- ダングヮン、セツマイ、サカナヤノコ（「良い子の友」1942年8月号）
- オモシロイオハナシ（1頁「良い子の友」1942年9月号）
- ワラヒバナシ（1頁「良い子の友」1942年11月号）
- チヱダメシ（1頁 絵と文「良い子の友」1942年10月号）
- ワラヒバナシ（2頁「良い子の友」1942年12月号）
- ワラヒバナシ（「良い子の友」1943年1月号）
- ワラヒバナシ（「良い子の友」1943年2月号）
- ここからやらう（2頁「少國民の友」1943年3月号）
- ナカヨシオフロ（2頁 コドモヱバナシ 第6巻第7号　1943年）
- ここからやらう（2頁「少國民の友」1943年3月号）
- きたへませう（2頁「少國民の友」1943年4月号）
- さあ!がんばらう（6コマ 西日本新聞社発行の雑誌 1945年9月）[20]
- サザエさん（「夕刊フクニチ」→「新夕刊」→「朝日新聞」連載 1946年4月22日 - 1974年2月21日） - 連載
- ヨウちゃん（「こどもマンガクラブ」連載　1948年10月 - 1949年?） - 連載
- となりのぼっちゃん（7コマ 婦人世界3月号 1949年）
- にいさんのアルバイト（7コマ 少年3月号 1949年）
- びょうきみまい（7コマ 少年クラブ6月号 1949年）
- こだぬきまめすけ（小学一年生 4・5月号 1949年）- 連載
  - 別冊サザエさん
  - よりぬきサザエさん
  - サザエさんの柔道入門（4頁「少女クラブ」1953年夏休み増刊号）
  - サザエさん（「少女クラブ」連載 1955年1月号-12月号） - 連載
- 似たもの一家（「週刊朝日」連載 1949年4月10日号 - 12月15日号） - 連載
- こまった弟（1頁「別冊少年朝日」1949年7月15日号）
- あわてた驛夫（3コマ「少年おもしろ文庫」1950年創刊号）
- 新やじきた道中記（「週刊朝日」連載 1951年11月4日号 - 1952年12月28日号） - 連載
- たこあげ（4コマ「小学生朝日」1951年1月21日号）
- 町子かぶき迷作集（「週刊朝日」連載 1952年 - 1956年） - 連載
- 森の石松（1頁「人間喜劇」創刊号　1952年）
- わたしはバスの車掌さん（4頁 少女クラブ新年特大号 1953年）
- わかめちゃんとかつおくん（「たのしい一年生」連載 1956年9月 - 1961年2月） - 連載
- 水（6コマ 「週刊明星」創刊号奉仕版　1958年7月27日号）
- わかめちゃん（「たのしい幼稚園」連載 1962年 - 1963年） - 連載
- エプロンおばさん（「サンデー毎日」連載 1957年1月6日号 - 1965年7月25日号） - 連載
- いじわるばあさん（「サンデー毎日」連載 1966年1月2日号 - 1971年7月18日号） - 連載
- まんが幸福論（文藝春秋臨時増刊・漫画讀本「陽春特別号」1967年2月）
- さっちゃん
- のんき夫婦
- 銭形平次捕物帳
- いじわる看護婦
- いじわるクッキー
- サザエさんうちあけ話（「朝日新聞」日曜版 連載 1978年4月 - 11月） - 連載
- サザエさん旅あるき（「朝日新聞」連載 1987年4月 - 10月） - 連載

### 挿絵・イラスト作品
- 学校劇「ふしぎなお芋」久米元一・作（7頁 少女倶楽部 1939年10月号）
- カラストネガヒゴト（絵と文 4頁 漫画の部隊 鶴書房 1941年1月15日発行）
- お八重ちゃん 日吉早苗・文（少女倶楽部 1943年4月号）
- サルトカメ　宮下正美・文（4頁　コドモヱバナシ 第6巻第2号 1943年）
- コグマトコダヌキ　南條龍彦・文（3頁　コドモヱバナシ 第6巻第12号 1943年）
- 雑誌表紙イラスト（「少年朝日」1949年8月15日号、1949年9月15日号）
- ぞうのおまわりさん（絵本 姉妹社 1951年）
- ぶたのせんせい（絵本 姉妹社 1951年）
- ふゆのお山（絵本 姉妹社 1951年）
  - 長谷川町子の動物絵本（教育評論社 2022年）※ 上記「ぞうのおまわりさん」「ぶたのせんせい」「ふゆのお山」の復刻
- わかめちゃんとおまわりさん（サザエさんえほん1 姉妹社）
- サザエさんとどうぶつえん（サザエさんえほん2 姉妹社）
- サザエさんとのりもの（サザエさんえほん3 姉妹社）
- わかめちゃんとりす （サザエさんえほん4 姉妹社）
- タラちゃんとおやつ（サザエさんえほん5 姉妹社）
- どうぶつむらのきしゃ（サザエさんえほん6 姉妹社）
- のってみたいな!!（サザエさんえほん7 姉妹社）
- へんね おかしいな（サザエさんえほん8 姉妹社）
- おまつり（サザエさんえほん9 姉妹社）

### アニメ化作品
- サザエさん
- サザエさんうちあけ話
- いじわるばあさん

### 映画化作品
- 「サザエさん 七転八起の巻」（1948年） - 1948年から1950年にかけて、マキノ映画及び大映により全3作製作される。
- 「サザエさん」（1956年） - 1956年から1961年にかけて、東宝及び宝塚映像に全10作製作される。

詳しくはサザエさん#映画を参照。
- 「新やじきた道中」（1952年） - 大映製作

### テレビドラマ化作品
- 町子かぶき迷作集 - 1956年から1957年にかけて、本作を原作としたドラマが日本テレビで放送された。
- サザエさん - 江利チエミ（舞台・映画）のテレビシリーズと星野知子、浅野温子、観月ありさ主演でスペシャルドラマ化（フジテレビ）
- 意地悪ばあさん - 青島幸男、古今亭志ん馬 (6代目)、藤村有弘、高松しげお、市原悦子主演（読売テレビやフジテレビで計4シリーズ制作。詳細はいじわるばあさん#テレビドラマも参照）。
- エプロンおばさん - 冨士眞奈美主演。意地悪ばあさんの後継作品。約4か月で打ち切りになった。
- いじわる看護婦 - 中原理恵が主に主演。末期には三原じゅん子も主演を務めた。
- 意地悪お手伝いさん - 高見知佳主演。
- マー姉ちゃん - NHK連続テレビ小説。『サザエさんうちあけ話』より（熊谷真実主演）。
- フジテレビ開局25周年記念 長谷川町子スペシャル「サザエさんVS意地悪ばあさんVSいじわる看護婦」
- フジテレビ開局55周年特別番組 アニメ「サザエさん」放送45周年記念「長谷川町子物語〜サザエさんが生まれた日〜」 - 尾野真千子主演。

## 長谷川町子を演じた人物
長谷川町子もしくは、長谷川町子をモデルとしたキャラクターを演じた人物
- 田中裕子 - テレビドラマ「マー姉ちゃん」（役名は磯野マチ子）
- 竹下景子 - テレビドラマ「サザエさん旅あるき」（役名は長谷部町子）
- 和久井映見 - テレビドラマ「わが家の歴史」
- 不明 : アニメ「サザエさん」
- 観月ありさ - テレビドラマ「サザエさん」
- 戸田恵子 - アニメ「サザエさん」
- 尾野真千子（幼少期：奥森皐月） - テレビドラマ「長谷川町子物語〜サザエさんが生まれた日〜」